# Iride Semprini
Iride Semprini de Bellis (São Paulo, 10 de mayo de 1931), conocida como Vovó Vida Loka, es una humorista brasileña. 

## Filmografía
| Año       | Título            | Cargo      | Notas             |
| --------- | ----------------- | ---------- | ----------------- |
| 2013–2015 | Pánico en la Band | Ella misma | [ 1 ] [ 2 ] [ 3 ] |

| Año       | Título               | Papel      |
| --------- | -------------------- | ---------- |
| 2013–2014 | Canal Vovó Vida Loka | Ella misma |